# Hank Mann
Hank Mann (født David William Lieberman 28. maj 1887, død 25. november 1971) var en russisk-født amerikansk komiker og stumfilmskuespiller. Mann er i dag primært kendt for at være en del af Keystone Cops og for sine biroller i flere af Charlie Chaplins film.

## Karriere
Hank Mann blev født i Kublisjtjina i Vitebsk Guvernement i Det Russiske Kejserrige, men emigrerede til New York City med sine forældre og søskende i 1891. Andre kilder indikerer, at han blev født den 28. maj 1887 i New York, USA.
Mann var en af de første filmkomikere, og arbejdede først for Mack Sennett som en de oprindelige Keystone Cops, og senere for producenterne William Fox og Morris R. Schlank i stumfilmkomedier. Han medvirkede bl.a. i en række mindre roller i Chaplins film, herunder Byens Lys (1931), Moderne tider (1936) og Diktatoren (1940). Med fremkomsten af tonefilm fortsatte han med at optræde i film af forskellige genrer, hvor han spillede en række mindre afgrænsede roller og baggrundsstatist i flere markante komedier og filmdramaer, herunder The Maltese Falcon (en af en gruppe journalister) og Mr. Smith Goes til Washington (som fotograf). Han medvirkede i enkelte af Jerry Lewis' filmkomedier i 1960'erne. Af de mere betydelige roller i tonefilm var som en forvirret hotelchef i komedie-mysteriet Crime by Night fra 1944 og som "glasdørmanden" i den korte Three Stooges'-film Men in Black. Han genforenede sig med Keystone-spilleren Chester Conklin som bartendere i Bob Hope-komedien Søn af Blegansigt fra 1952. Mod slutningen af sin karriere optrådte han hovedsageligt i tv.

## Død
Mann døde af hjertesvigt den 25. november 1971 på Braewood Convalescent Hospital i South Pasadena i Californien. Han er begravet i Hall of David Mausoleum på Hollywood Forever Cemetery i Hollywood.

## Udmærkelser
For sine bidrag til filmindustrien har Hank Mann en stjerne på Hollywood Walk of Fame på 6300 Hollywood Boulevard.

## Filmografi (udvalg)
- Hoffmeyer's Legacy (1912, kort) - Keystone Kop (ukrediteret)
- Murphy's I.O.U. (1913, kort)
- The Gangsters (1913, kort) - Cop (ukrediteret)
- Safe in Jail (1913, kort) - Villager (ukrediteret)
- The Bangville Police (1913, kort)
- That Ragtime Band (1913, kort)
- The Foreman of the Jury (1913, kort)
- Barney Oldfield's Race for a Life (1913, kort)
- The Waiters' Picnic (1913, kort)
- The Riot (1913, kort)
- Fatty Joins the Force (1913, kort) - Cop at Station House (ukrediteret)
- Fatty's Flirtation (1913, kort) - Cop (ukrediteret)
- He Would a Hunting Go (1913, kort) - Sheriff
- In the Clutches of the Gang (1914, kort) - Cop (ukrediteret)
- A Misplaced Foot (1914, kort)
- Mabel's Strange Predicament (1914, kort)
- Twenty Minutes of Love (1914, kort) - Sleeper
- Caught in a Cabaret (1914, kort) - Dancer in Eyepatch (ukrediteret)
- The Alarm (1914, kort)
- The Knockout (1914, kort) - Tramp in Eyepatch / Cop (ukrediteret)
- Mabel's Married Life (1914, kort) - Tough in Bar
- Fatty's Finish (1914, kort)
- The Sky Pirate (1914, kort)
- The Face on the Bar Room Floor (1914, kort) - Drinker (ukrediteret)
- Fatty's Gift (1914, kort)
- Tillie's Punctured Romance (1914, kort) - Policeman / Waiter in Movie (ukrediteret)
- Fatty's New Role (1915, kort)
- That Little Band of Gold (1915, kort)
- Mabel and Fatty Viewing the World's Fair at San Francisco (1915, kort)
- Fatty's Plucky Pup (1915, kort)
- Vendetta in a Hospital (1915, kort) - Mr. Jowlfish
- Fatty and the Broadway Stars (1915, kort) - Keystone Performer
- A Dash of Courage (1916, kort) - Train Passenger (ukrediteret)
- Hearts and Sparks (1916, kort) - The Moneylender
- Chased Into Love (1917, kort)
- The Janitor (1919) - The janitor
- Dr. Jekyll and Mr. Hyde (1920) satire[7]
- Oh, Mabel Behave (1922) - Soldier (ukrediteret)
- Quincy Adams Sawyer (1922) - Ben Bates
- Hollywood (1923) - sig selv
- Don't Marry for Money (1923) - An explorer
- Tea: With a Kick! (1923) - Sam Spindle
- Desire (1923) - E.Z. Pickens
- Lights Out (1923) - Ben
- The Wanters (1923) - Star boarder
- A Noise in Newboro (1923)
- Don't Marry for Money (1923) - An explorer
- The Near Lady (1923) - Lodger
- Riders Up (1924) - Boarder
- A Woman Who Sinned (1924) - Tattu
- The Fire Patrol (1924) - Fireman (ukrediteret)
- Empty Hands (1924) - Spring Water Man
- The Man Who Played Square (1924) - The Cook
- Rivers Up (1924)
- The Arizona Romeo (1925) - Deputy
- The Sporting Venus (1925) - Carlos' Valet
- The Fighting Heart (1925)
- The Skyrocket (1926) - Comedy Producer
- The Boob (1926) - The Village Soda Clerk
- The Flying Horseman (1926) - Newton Carey
- The Better 'Ole (1926) - German Soldier Tying Up Horse (ukrediteret)
- Wings of the Storm (1926) - Red Jones
- The Scorcher (1927)
- The Ladybird (1927) - The Brother
- Paid to Love (1927) - Servant
- The Patent Leather Kid (1927) - Sergeant
- Smile, Brother, Smile (1927) - The Collector
- When Danger Calls (1927) - Tommy Schultz
- Broadway After Midnight (1927)
- The Garden of Eden (1928) - Railroad Conductor (ukrediteret)
- Fazil (1928) - Ali - the Eunuch
- Morgan's Last Raid (1929) - Tex
- Spite Marriage (1929) - Stage Manager (ukrediteret)
- The Donovan Affair (1929) - Dr. Lindsey
- The Fall of Eve (1929) - Bob White
- Morgan's Raid (1929)
- The Arizona Kid (1930) - Bartender Bill
- Her Man (1930) - Ship's Passenger (ukrediteret)
- Sinners' Holiday (1930) - Happy
- The Dawn Trail (1930) - Cock-Eye
- Byens Lys (1931) - Bokser, der bokser med Charlie Chaplin
- Three Girls Lost (1931) - Taxicab Driver (ukrediteret)
- Annabelle's Affairs (1931) - Summers
- X Marks the Spot (1931) - Solly Mintz (ukrediteret)
- Shop Angel (1932) - Mr. Weinberg
- Are You Listening? (1932) - Hank - Sound Effects Man (ukrediteret)
- Scarface (1932) - Stag Party Janitor (ukrediteret)
- The Strange Love of Molly Louvain (1932) - Harley - a Reporter (ukrediteret)
- Million Dollar Legs (1932) - Customs Inspector
- Those We Love (1932) - (ukrediteret)
- The Fourth Horseman (1932) - Tax Clerk (ukrediteret)
- Uptown New York (1932) - Man at Wrestling Match (ukrediteret)
- Me and My Gal (1932) - Hank (ukrediteret)
- Sailor's Luck (1933) - Ukelele Player (ukrediteret)
- The Big Chance (1933) - Tugboat
- From Headquarters (1933) - Al Cohen (ukrediteret)
- Smoky (1933) - Buck
- Caravan (1934) - Clothier (ukrediteret)
- Fugitive Road (1934) - Johann - Traunsee's Orderly
- The Girl from Missouri (1934) - Masseur on Yacht (ukrediteret)
- I'll Fix It (1934) - Window Washer (ukrediteret)
- The Nut Farm (1935) - Joe - Holland's Cameraman (ukrediteret)
- Djævelen er en kvinde (1935) - Foreman on Snowbound Train (ukrediteret)
- The Big Broadcast of 1936 (1935) - Mustached Worker (ukrediteret)
- Barbary Coast (1935) - Waiter (ukrediteret)
- Chatterbox (1936) - Laughing Stage Hand (ukrediteret)
- Moderne tider (1936) - Burglar with Big Bill
- The Preview Murder Mystery (1936) - Comedian
- Give Us This Night (1936) - Fisherman
- Call of the Prairie (1936) - Bartender Tom
- Reunion (1936) - Jake (ukrediteret)
- On the Avenue (1937) - Footman in Sketch (ukrediteret)
- Time Out for Romance (1937) - Rube (ukrediteret)
- Fair Warning (1937) - Hotel Employee (ukrediteret)
- Wake Up and Live (1937) - Eddie's Shill (ukrediteret)
- You Can't Have Everything (1937) - Cab Driver (ukrediteret)
- Wife, Doctor and Nurse (1937) - Taxi Driver (ukrediteret)
- Ali Baba Goes to Town (1937) - Man with Exploding Cigar (ukrediteret)
- Sally, Irene and Mary (1938) - Messenger (ukrediteret)
- Josette (1938) - Charlie - Stagehand (ukrediteret)
- Little Miss Broadway (1938) - Ventriloquist Hotel Tenant (ukrediteret)
- Hold That Co-ed (1938) - Alex - Soda Jerk (ukrediteret)
- The Stranger from Arizona (1938) - Sam Garrison
- Charlie Chan in Reno (1939) - Con Man (ukrediteret)
- It Could Happen to You (1939) - Sign Painter (ukrediteret)
- Mr. Moto Takes a Vacation (1939) - Minor Role (ukrediteret)
- Frontier Marshal (1939) - Drunk (ukrediteret)
- Charlie Chan at Treasure Island (1939) - Second Taxicab Driver (ukrediteret)
- Hollywood Cavalcade (1939) - Keystone Kop
- Mr. Smith Goes To Washington (1939) - Photographer (ukrediteret)
- The Great Victor Herbert (1939) - Automobile Driver (ukrediteret)
- Irene (1940) - Sam - Wrong-Way Driver (ukrediteret)
- Diktatoren (1940) - Stormtroppe, der stjæler frugt
- Li'l Abner (1940) - Bachelor, Sadies Hawkins Day Race
- Charter Pilot (1940) - Workman (ukrediteret)
- Meet John Doe (1941) - Eddie (ukrediteret)
- Melody for Three (1941) - Man at musicale (ukrediteret)
- The Cowboy and the Blonde (1941) - Studio Cafe Table Extra / Studio Workman (ukrediteret)
- Accent on Love (1941) - Workman (ukrediteret)
- Bullets for O'Hara (1941) - Swartzman
- Bad Men of Missouri (1941) - Man Robbed on Trail (ukrediteret)
- The Smiling Ghost (1941) - Collector (ukrediteret)
- Nine Lives Are Not Enough (1941) - City Room Worker (ukrediteret)
- One Foot in Heaven (1941) - Sam (ukrediteret)
- The Maltese Falcon (1941) - Reporter (ukrediteret)
- Blues in the Night (1941) - Prisoner Saying, 'Pipe Down' (ukrediteret)
- The Body Disappears (1941) - Janitor (ukrediteret)
- Honolulu Lu (1941) - Jack - Keystone Kop (ukrediteret)
- Steel Against the Sky (1941) - Worked Who Lived in Missouri (ukrediteret)
- The Man Who Came to Dinner (1942) - Expressman (ukrediteret)
- Don't Get Personal (1942) - Mr. Logarithim (ukrediteret)
- Wild Bill Hickok Rides (1942) - Salesman on Train (ukrediteret)
- Kings Row (1942) - Stable Keeper (ukrediteret)
- Bullet Scars (1942) - Gilly
- The Male Animal (1942) - Reporter (ukrediteret)
- Always in My Heart (1942) - 1st Truck Driver (ukrediteret)
- I Was Framed (1942) - Drunk (ukrediteret)
- Murder in the Big House (1942) - Reporter (ukrediteret)
- Larceny, Inc. (1942) - Ballplayer (ukrediteret)
- Yankee Doodle Dandy (1942) - Peck's Bad Boy Stagehand (ukrediteret)
- Spy Ship (1942) - News Office Worker (ukrediteret)
- Wings for the Eagle (1942) - Train Conductor (ukrediteret)
- Escape from Crime (1942) - Pete (ukrediteret)
- The Gay Sisters (1942) - Photographer (ukrediteret)
- You Can't Escape Forever (1942) - Newspaper Employee (ukrediteret)
- George Washington Slept Here (1942) - Moving Man (ukrediteret)
- The Hard Way (1943) - Backstage Janitor (ukrediteret)
- Two Weeks to Live (1943) - Building Janitor (ukrediteret)
- The Mysterious Doctor (1943) - Roger Porley (ukrediteret)
- The Phantom of the Opera (1943) - Stagehand (ukrediteret)
- Always a Bridesmaid (1943) - Man at Lonely Hearts Dance (ukrediteret)
- Thank Your Lucky Stars (1943) - Assistant Photographer in 'Ice Cold Katie' Number (ukrediteret)
- I Dood It (1943) - (ukrediteret)
- Sweet Rosie O'Grady (1943) - Kunde i Flugelman's (ukrediteret)
- Crazy House (1943) - Keystone Kop (ukrediteret)
- The Dancing Masters (1943) - Fruit Vendor (ukrediteret)
- Shine On, Harvest Moon (1944) - Audience Member (ukrediteret)
- Arsenik og gamle kniplinger (1944) - fotograf på giftemålskontoret (ukrediteret)
- Crime by Night (1944) - Mr. Dinwiddle - Desk Clerk (ukrediteret)
- The Last Ride (1944) - Mr. Mott, Night Watchman (ukrediteret)
- Love and Learn (1947) - Danceland Ticket Seller (ukrediteret)
- The Perils of Pauline (1947) - Comic Chef
- Roses Are Red (1947) - Pop Morris (ukrediteret)
- Always Together (1947) - Pedestrian Bystander (ukrediteret)
- Killer McCoy (1947) - Fight Spectator (ukrediteret)
- The Bride Goes Wild (1948) - Wedding Guest (ukrediteret)
- Big City (1948) - Drunk Barfly (ukrediteret)
- April Showers (1948) - San Francisco Theatre Technician (ukrediteret)
- Coroner Creek (1948) - Townsman (ukrediteret)
- When My Baby Smiles at Me (1948) - Man (ukrediteret)
- South of St. Louis (1949) - Barfly (ukrediteret)
- My Dream Is Yours (1949) - Hot Dog Vendor (ukrediteret)
- The Younger Brothers (1949) - Bank Teller (ukrediteret)
- The Beautiful Blonde from Bashful Bend (1949) - Hoodlum (ukrediteret)
- Look for the Silver Lining (1949) - Stage Hand (ukrediteret)
- Jiggs and Maggie in Jackpot Jitters (1949) - Saloon Customer (ukrediteret)
- Miss Grant Takes Richmond (1949) - One of Johnson's Workmen (ukrediteret)
- Roseanna McCoy (1949) - Vendor (ukrediteret)
- Fighting Man of the Plains (1949) - Saloon Waiter (ukrediteret)
- On the Town (1949) - Max the Photographer (ukrediteret)
- The Traveling Saleswoman (1950) - Man in Saloon (ukrediteret)
- Montana (1950) - Cowhand (ukrediteret)
- The Nevadan (1950) - Saloon Waiter / Barfly (ukrediteret)
- Ambush (1950) - Barber (ukrediteret)
- When Willie Comes Marching Home (1950) - American Legionnaire at Dance (ukrediteret)
- Cow Town (1950) - Townsman (ukrediteret)
- Fortunes of Captain Blood (1950) - Crew Member (ukrediteret)
- Timber Fury (1950) - Joe, the Bartender (ukrediteret)
- Joe Palooka in Humphrey Takes a Chance (1950) - Hiram
- 711 Ocean Drive (1950) - Counterman (ukrediteret)
- The Toast of New Orleans (1950) - Bar Patron (ukrediteret)
- Blues Busters (1950) - Man in Music Store (ukrediteret)
- Again... Pioneers (1950) - Man at Meeting (ukrediteret)
- Dial 1119 (1950) - Newsboy (ukrediteret)
- The Misadventures of Buster Keaton (1950) - Hank (ukrediteret)
- Stage to Tucson (1950) - Townsman (ukrediteret)
- Two Lost Worlds (1951) - Sailor (ukrediteret)
- Al Jennings of Oklahoma (1951) - Railroad Switchman (ukrediteret)
- M (1951) - Man in Mob (ukrediteret)
- A Place in the Sun (1951) - Courtroom Spectator (ukrediteret)
- Skipalong Rosenbloom (1951) - Irate Townsman (ukrediteret)
- Home Town Story (1951) - Pedestrian Outside Newspaper Office (ukrediteret)
- As Young as You Feel (1951) - Man at Luncheon (ukrediteret)
- The Big Gusher (1951) - Barfly (ukrediteret)
- Strictly Dishonorable (1951) - Silent Movie Audience Member (ukrediteret)
- Passage West (1951) - Barfly (ukrediteret)
- On Moonlight Bay (1951) - Salesman in Silent Movie (ukrediteret)
- Best of the Badmen (1951) - Quinto Barfly (ukrediteret)
- The Lady and the Bandit (1951) - Man Outside Newgate Prison (ukrediteret)
- Angels in the Outfield (1951) - Baseball Fan (ukrediteret)
- Journey Into Light (1951) - Bum (ukrediteret)
- Come Fill the Cup (1951) - Newspaper Staffer (ukrediteret)
- Golden Girl (1951) - Quincy Townsman in Audience (ukrediteret)
- The Barefoot Mailman (1951) - Townsman at Dance (ukrediteret)
- The Stooge (1951) - Stagehand (ukrediteret)
- My Favourite Spy (1951) - Short Comic (ukrediteret)
- Flaming Feather (1952) - Townsman (ukrediteret)
- Rancho Notorious (1952) - Man on Porch (ukrediteret)
- Jack and the Beanstalk (1952) - Villager (ukrediteret)
- Son of Paleface (1952) - 1st Bartender (ukrediteret)
- The Silver Whip (1953) - Townsman (ukrediteret)
- Gunsmoke (1953) - Barfly (ukrediteret)
- Abbott and Costello Go to Mars (1953) - Clothing Store Clerk (ukrediteret)
- Raiders of the Seven Seas (1953) - Governor's Servant (ukrediteret)
- The Neanderthal Man (1953) - Naturalist at Conference (ukrediteret)
- Abbott and Costello Meet Dr. Jekyll and Mr. Hyde (1953) - London Bobby in Museum (ukrediteret)
- The Caddy (1953) - Stagehand (ukrediteret)
- A Lion Is in the Streets (1953) - Courtroom Spectator (ukrediteret)
- It Should Happen to You (1954) - Bar Patron (ukrediteret)
- Phantom of the Rue Morgue (1954) - Coachman (ukrediteret)
- Prins Valiant (1954) - (ukrediteret)
- River of No Return (1954) - Council City Townsman (ukrediteret)
- Silver Lode (1954) - Townsman (ukrediteret)
- Living It Up (1954) - Bus Boy (ukrediteret)
- The Black Dakotas (1954) - Townsman (ukrediteret)
- Three Hours to Kill (1954) - Townsman (ukrediteret)
- Brigadoon (1954) - Toy Booth Vendor (ukrediteret)
- Abbott and Costello Meet the Keystone Kops (1955) - Prop Man
- Hit the Deck (1955) - Stagehand (ukrediteret)
- Seven Angry Men (1955) - Homesteader (ukrediteret)
- A Man Called Peter (1955) - Man at Youth Rally (ukrediteret)
- Soldier of Fortune (1955) - Bar Extra (ukrediteret)
- The Sea Chase (1955) - Norwegian Radio Listener (ukrediteret)
- Abbott and Costello Meet the Mummy (1955) - Waiter with Flaming Kabob (ukrediteret)
- You're Never Too Young (1955) - Train Passenger (ukrediteret)
- How to Be Very, Very Popular (1955) - News Vendor (ukrediteret)
- Pete Kelly's Blues (1955) - Argumentative Husband in Speakeasy (ukrediteret)
- Good Morning, Miss Dove (1955) - Townsman at Bank (ukrediteret)
- The Naked Hills (1956) - Haver's Secretary (ukrediteret)
- Pardners (1956) - Townsman (ukrediteret)
- Friendly Persuasion (1956) - Carnival Patron (ukrediteret)
- Three Brave Men (1956) - Man at Co-Op Meeting (ukrediteret)
- Crime of Passion (1957) - Husband in Bed (ukrediteret)
- The Quiet Gun (1957) - Townsman (ukrediteret)
- Not of This Earth (1957) - Bum (ukrediteret)
- The Delicate Delinquent (1957) - Mr. Kellin, Milkman (ukrediteret)
- God Is My Partner (1957) - Juror (ukrediteret)
- Jeanne Eagels (1957) - Ticket Selling Barker (ukrediteret)
- Man of a Thousand Faces (1957 - Comedy Waiter
- Peyton Place (1957) - Courtroom Spectator (ukrediteret)
- Daddy-O (1958) - Barney
- The High Cost of Loving (1958) - Office Door Sign Painter (ukrediteret)
- Screaming Mimi (1958) - Waiter at El Madhouse (ukrediteret)
- Space Master X-7 (1958) - Plane Passenger (ukrediteret)
- Rock-A-Bye Baby (1958) - Street Sweeper (ukrediteret)
- Once Upon a Horse... (1958) - Barfly (ukrediteret)
- The Last Hurrah (1958) - (ukrediteret)
- Decision (1958, tv-episode "The Tall Man") - butiksejer
- Alaska Passage (1959) - Townsman (ukrediteret)
- Some Like It Hot (1959) - Speakeasy Patron (ukrediteret)
- Compulsion (1959) - Courtroom Spectator (ukrediteret)
- Don't Give Up the Ship (1959) - Fight Manager (ukrediteret)
- Last Train from Gun Hill (1959) - Storekeeper (ukrediteret)
- Blue Denim (1959) - Togpassager (ukrediteret)
- A Private's Affair (1959) - New York Mailman (ukrediteret)
- Solen stod stille (1960) - Townsman (ukrediteret) (sidste film rolle)